# اندرو ویزبلوم
اندرو ویزبلوم (انگلیسی: Andrew Weisblum) یک تدوین‌گر اهل ایالات متحده آمریکا است.

## فیلم‌شناسی
تدوین جلوه‌های ویژه
- شیکاگو (۲۰۰۲)
- چشمه (۲۰۰۶)

تدوین فیلم
- Coney Island Baby (۲۰۰۳)
- Undermind (۲۰۰۳)
- Broken English (۲۰۰۷)
- دارجلینگ محدود (۲۰۰۷)
- کشتی‌گیر (۲۰۰۸)
- آقای فاکس شگفت‌انگیز (۲۰۰۹) – supervising editor
- قوی سیاه (۲۰۱۰)
- قلمرو طلوع ماه (۲۰۱۲)
- شرق (۲۰۱۳) – به‌همراه بیل پانکو
- نوح (۲۰۱۴)
- آلیس آنسوی آینه (۲۰۱۶)